# Normanton (Yorkshire)
Pour les articles homonymes, voir Normanton.
Normanton est une ville dans la Cité de Wakefield, dans le Yorkshire de l'Ouest, en Angleterre (Royaume-Uni). La population s'élève à 20 872 habitants en 2011.

## Transports
La ville est desservie par une gare, la gare de Normanton, sur la ligne Hallam, liaison ferroviaire de Leeds à Sheffield.

## Personnalités
- Alice Bacon, baronne Bacon (1909-1993), femme politique, née à Normanton.
- Richard Crawshay (1739-1810), marchand, né à Normanton.

## Galerie

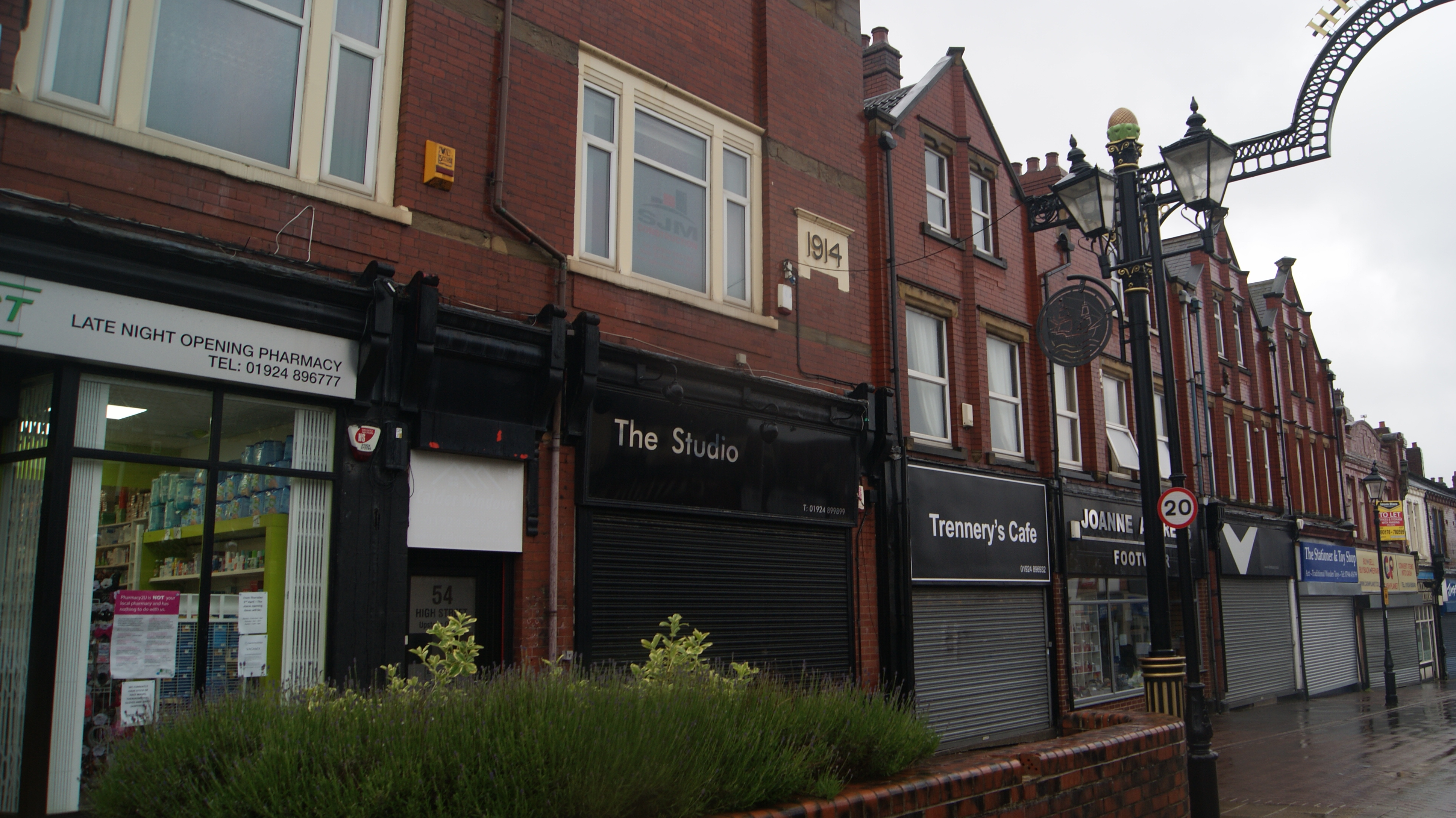
High Street.
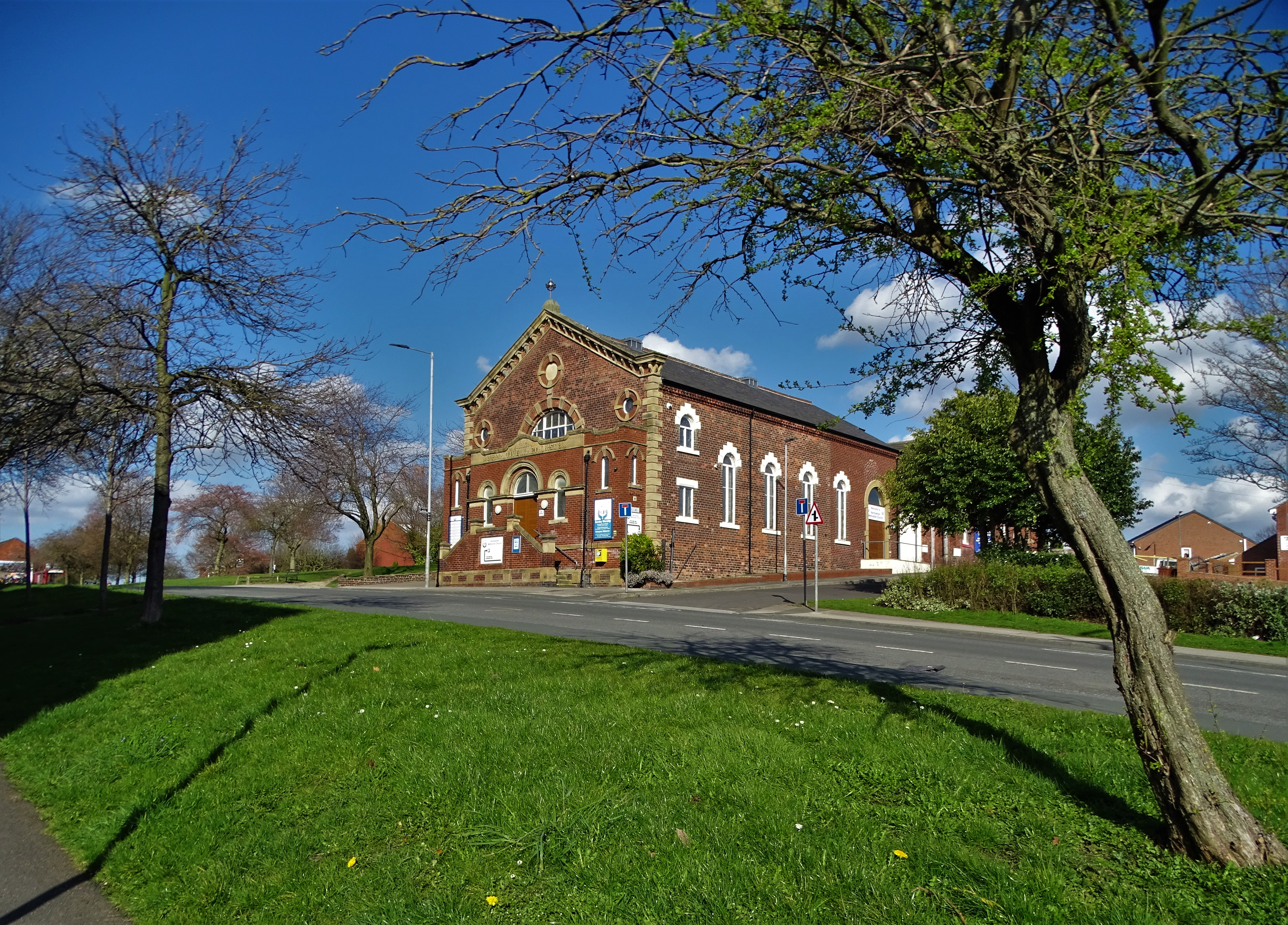
Primitive Methodist Church.